# Fabián Vargas
Fabián Andrés Vargas Rivera (Bogotá, 17 de Abril de 1980) é um ex-futebolista colombiano que atuava como meio-campista. 

## Carreira
Vargas começou jogando em seu país pelo América de Cali. De lá, jogou por sete anos pelo Boca Juniors, onde foi campeão da Copa Intercontinental em 2003. Em 2006 foi campeão mundial de clubes com Internacional.

## Títulos
América de Cali
- Campeonato Colombiano: 2000, 2001, 2002-I
- Copa Merconorte: 1999

Boca Juniors
- Campeonato Argentino: 2003–04 (Apertura), 2005–06 (Apertura e Clausura), 2008–09 (Apertura)
- Copa Intercontinental: 2003
- Copa Sul-Americana: 2004, 2005
- Recopa Sul-Americana: 2005

Internacional
- Mundial de Clubes da FIFA: 2006

Seleção Colombiana
- Copa América: 2001